# Deutscher Bandy-Bund
Deutscher Bandy-Bund är det styrande organet för bandy och rinkbandy i Tyskland. Förbundet grundades 1990 och Västtyskland/Tyskland var mellan åren 1990 och 1991 medlem av FIB, mer än 20 år senare startades förbundet upp igen och 2013 blev man återigen medlem i Federation of International Bandy.